# Morpho joiceyi
Morpho joiceyi är en fjärilsart som beskrevs av Le Moult 1933. Morpho joiceyi ingår i släktet Morpho och familjen praktfjärilar. Inga underarter finns listade i Catalogue of Life.